# Denis Rouvre
Denis Rouvre, né le 4 juin 1967 à Épinay-sur-Seine, est un photographe français spécialisé dans le portrait de presse magazine. 
Il vit et travaille à Bagnolet (Seine-Saint-Denis).

## Biographie
Denis Rouvre est diplômé de l'École Louis Lumière en 1987. 
Il s'est spécialisé dans l'art du portrait. 
Ses œuvres ont été publiés par de nombreuses journaux comme Elle, Geo, GQ, L'Équipe, Télérama, Têtu, L'Express, Le Monde (pour lequel il réalise des portraits d'acteurs et de réalisateurs durant le Festival de Cannes 2011), Le Nouvel Observateur, Libération, Madame Figaro, Marie-Claire, Photo, Première, Psychologie Magazine ou The New York Times Magazine. 
Il fut exposé aux Rencontres d'Arles (France) en 2005.
Son travail sur les rescapés du tsunami au Japon a été publié dans The New York Times Magazine et lui a valu un 3e prix World Press Photo 2012 « Portraits isolés ». Il a reçu un 2e prix World Press Photo 2013 pour sa série Sumo, un Hasselblad Masters en 2012, un 2e prix Sony World Photography Award 2011 pour sa série After meeting et un 2e prix World Press Photo 2010 pour sa série Lamb.
En 2016, il réalise la photo qui illustre la couverture de l'Album To Pimp a Butterfly, de Kendrick Lamar.
En mars 2016, un portrait de d'Emmanuel Macron, ministre des finances,  en couverture du Point.
Il est représenté par l'Agence Modds.